# Còctel de gambes
El còctel de gambes o salpicó de fruits de mar és un plat fred preparat amb gambes bullides i pelades.

## Descripció
Normalment el còctel de gambes es presenta dins d'una copa de vidre amb una petita amanida molt simple, a base d'enciam i salsa còctel, una barreja de maionesa, quètxup i mostassa, amb altres ingredients menors.
El còctel de gambes és un plat lleuger i refrescant que se serveix com a entremès, sobretot a l'estiu.
Al Perú l'equivalent, el còctel de gambetes es prepara amb cues de gambetes del río Majes i palta local, i es decora amb rodelles d'ou dur i salsa Tabasco o ají limo capolat.